# ヨハン (プファルツ＝ノイマルクト公)
ヨハン（Johann, 1383年 - 1443年3月14日）は、プファルツ＝ノイマルクト公。プファルツ選帝侯兼ローマ王ループレヒトとニュルンベルク城伯フリードリヒ5世の娘エリーザベトの三男。プファルツ＝ノイマルクト家の祖。プファルツ選帝侯ルートヴィヒ3世の弟、プファルツ＝ジンメルン＝ツヴァイブリュッケン公シュテファン、プファルツ＝モスバッハ公オットー1世の兄。カルマル同盟下の北欧三国の君主クリストファ・ア・バイエルンの父。

## 生涯
1407年にポンメルン公ヴラティスラフ7世の娘カタリーナ（デンマーク・ノルウェー・スウェーデン王エーリク・ア・ポンメルンの妹）と結婚した。1410年の父の死後、遺領のうちノイマルクトを相続した。当時ノイマルクトは経済的に繁栄を迎えており、ヨハンはそれによって新規に教会や城を建造していった。
父の死後にローマ王位に就いたジギスムントを支持、同族の上バイエルン＝インゴルシュタット公ルートヴィヒ7世とも同盟を結び、兄からオーバープファルツの一部を奪った。フス戦争にも参戦している。エーリクが貴族の専横を抑えきれずに退位した後、貴族たちからエーリクの甥である息子クリストフ（クリストファ）の即位を要請され、クリストファは1440年にデンマーク、1441年にスウェーデン、1442年にノルウェーの王に即位した。ヨハンは翌1443年に死去した。

## 子女
カタリーナとの間に7人の子を儲けたが、末子のクリストフしか成長出来なかった。
- マルガレーテ（1408年）
- アドルフ（1409年）
- オットー（1410年）
- ヨハン（1411年）
- フリードリヒ（1412年）
- ヨハン（1413年）
- クリストフ（1416年 - 1448年） - デンマーク・スウェーデン・ノルウェー王クリストファ3世

1426年にカタリーナが死去、同年に上バイエルン＝ミュンヘン公エルンストの娘ベアトリクスと再婚したが、子は無かった。